# المدرسة الفرنسية الدولية (رام الله)
المدرسة الفرنسية الدولية (رام الله) أو ( مدرسة الليسية الفرنسية) (بالفرنسية :Lycée français international de Ramallah ) هي مؤسسة تعليمية دولية فرنسية في رام الله بالضفة الغربية تأسست في 21 أكتوبر (تشرين الأول) 2017 ،تتبع المدرسة نظام تعدد اللغات والثقافات وشعارها "ثقافتان وثلاث لغات" يتم تدريس اللغة الإنجليزية واللغة الفرنسية واللغة العربية و الثقافتين الفرنسية والعربية
بدئت المدرسة في استقبال طلبات تقديم الطلاب للمدرسة في شهر إبريل 2017 ، كانت أول النشاطات للمدرسة هو معسكر صيفي للأطفال من عمر 4 إلى 10 سنوات  في شهري يوليو وأغسطس من نفس العام
في السنة الدراسية 2017/2018 بدئت الروضة في العمل ، في عام الدراسية لعام 2023 تم افتتاح المبنى الجديد للمدرسة للصفوف المرحلة الاساسية الابتدائية ، كان عدد الطلاب المقيدين بالمدرسة 75 طالب من بينهم طلاب فرنسيين من الصف الأول الابتدائي الى الصف الخامس وسيتم زيادة الصفوف سنويا الى المرحلة الثانوية ،تحتوى المدرسة على معلمين دولين وفرنسيين يعملون كمعلمون أساسيون والمعلمون الفلسطينيون كمعلمون مساعدون

## مشروع المدرسة
المدرسة مشروع تعاوني ثقافي بناءًا عن الاتفافيات الثنائية بين فرنسا وفلسطين ، في عام 2013 بدئت فكرة مشروع المدرسة ، بعد زيارة الرئيس الفرنسي السابق لفلسطين في نوفمبر من نفس العام.في عام 2014  وضعت وزارة التربية والتعليم العالي الفلسطينية المشروع في خطة (2014-2019) لتطوير التعليم  ليصبح قيد التنفيذ في 5 يوليو 2017 
تم تأسيس المدرسة بدعم فرنسي يتمثل في القنصلية الفرنسية والبعثة العلمانية الفرنسية ومن الجانب الفلسطيني يتمثل في الشريك المحلي شركة(Bridge Development Group)  و وزارة التربية والتعليم العالي الفلسطينية، و وزارة الشؤون الاجتماعية وبلدية رام الله ، وتعتبر المدرسة جزء من 111 المؤسسات التعليمية المنتشرة في 39 دولة حول العالم للبعثة العلمانية الفرنسية يٌقدر عدد مدارس الليسية الفرنسية الدولية التابعة لوزارة التربية والتعليم الفرنسية 500 مدرسة حول العالم من ضمنها دول عربية أخرى مثل الأردن ومصر والأمارات ولبنان

## نظام المدرسة
تقبل روضة المدرسة الأطفال من عُمر عامين ونصف وثلاثة أعوام ويتم استخدام برنامج Maternelle في التعليم وتنتهي فترة الروضة في سن الخامسة
تتكون الشهادة الثانوية التي ستقدم في المدرسة من نوعين الأولى شهادة البكالوريا الفرنسية FB :French Baccalauréat وهي شهادة معترف من وزارة التربية والتعليم الفرنسية ودوليا ، والثانية شهادة البكالوريا الدولية
سيتاح للطالب من خلالها الدراسة الجامعية في فرنسا وجامعات آخرى حول العالم (IB: International Baccalaureate)